# Antonio Carlos Ferreira
Antonio Carlos Ferreira (São Paulo, 10 de março de 1957) é um magistrado brasileiro, atual ministro do Superior Tribunal de Justiça (STJ).

## Carreira
Antonio Carlos Ferreira graduou-se em direito pelo Centro Universitário das Faculdades Metropolitanas Unidas (FMU) em 1981. Iniciou no ano seguinte, após aprovação em concurso público, a carreira de advogado na Caixa Econômica Federal, onde ocupou o cargo de diretor jurídico de 2003 a 2010.
Em 2011, foi nomeado ministro do Superior Tribunal de Justiça (STJ) pela presidente Dilma Rousseff, para vaga destinada a membro da advocacia, após indicação em lista sêxtupla pela Ordem dos Advogados do Brasil (OAB) e em lista tríplice pelos ministros da própria corte.
Em 9 de maio de 2014, foi agraciado com a grã-cruz da Ordem do Ipiranga pelo Governo do Estado de São Paulo.

## Atividades acadêmicas
Ferreira cursou mestrado em direito e políticas públicas pelo Centro Universitário de Brasília (CEUB) à época de sua indicação para o STJ, não o tendo concluído.
É membro da Rede de Pesquisa de Direito Civil Contemporâneo e do conselho de orientação editorial da Revista de Direito Civil Contemporâneo (ThomsonReuters-Revista dos Tribunais). Ele tem publicado trabalhos na área do Direito Privado. É autor de artigos sobre revisão judicial dos contratos, adimplemento substancial e elaborou, em coautoria com Patrícia Cândido Ferreira Alves, o estudo introdutório ao livro "A firma, o mercado e o Direito", de Ronald Harry Coase.